# Язвинская, Елена Ричардовна
Еле́на Ричардовна Язви́нская (1902, Тифлис — 1990, Ленинград) — советская арфистка  и музыковед
. Дочь Ричарда Юлиановича Язвинского и Кетеван Михаиловны Павленишвили. Ученица Николая Амосова.
Автор книги «Арфа» (М.: «Музыка», 1968), статьи «К сценической истории оперы А. Г. Рубинштейна „Купец Калашников“» (в ежегоднике «Памятники культуры» на 1979 г.), «Музыкальный альбом начала XIX века» (то же, на 1989 г.) и других работ.